# Brandon Mouton
Brandon Prescott Mouton (Mount Kisco, 18 agosto 1981) è un ex cestista statunitense.

## Carriera
Con gli Stati Uniti ha disputato i Giochi panamericani di Santo Domingo 2003.